# Crescence Nga Eteme
Crescence Nga Eteme est une joueuse camerounaise de basket-ball et de handball.

## Carrière
Crescence Nga Eteme évolue de 1976 à 1987 en équipe du Cameroun féminine de basket-ball, dont elle a été la capitaine. Elle remporte la médaille de bronze au Championnat d'Afrique féminin de basket-ball 1983 et au Championnat d'Afrique féminin de basket-ball 1984, ainsi que la médaille d'argent aux Jeux africains de 1978.
Elle a aussi été la capitaine de l'équipe du Cameroun féminine de handball.
Cadre de la Caisse nationale de prévoyance sociale, elle est candidate pour l'élection à la présidence de la Fédération camerounaise de basket-ball en 2013.